# Слоненя (мультфільм, 1936)
«Слоненя» — радянський мальований мультфільм 1936 року, одна з перших робіт студії «Союзмультфільм». За мотивами однойменної казки Редьярда Кіплінга зі збірки Just So Stories (Казки просто так).
У мультфільмі майже не вимовляється жодного слова (за винятком фінального епізоду), звучить переважно лише музика.

## Сюжет
Про цікавого Слоненя, якому заманулося дізнатися, що любить їсти на обід Крокодил.
Перша екранізація однойменної казки, друга вийшла 1967 року.

## Відмінності від казки
У мультфільмі Слоненя має друзів — Левеня і Жирафа, тоді як у казці він ніяких друзів не має (а Жираф є його дядьком). Також тут присутній Їжатець, який вколов Слоненя голками за цікавість. При цьому немає Павіана — ще одного дядька слоненя, і Пітона (завдяки якому головний герой дізнався, яку користь приносить хобот), а пташка Дзвін, що порадила Слоненяті відвідати Крокодила, у фільмі замінено на Марабу.